# Im Dong-hyun
Im Dong-hyun (hangŭl (임 동현 ?); Chungbuk, 15 agosto 1981) è un arciere sudcoreano, bicampione olimpico nella gara a squadre e campione del mondo nel 2007.

## Palmarès
- Giochi olimpici

Atene 2004: oro a squadre;
Pechino 2008: oro a squadre;
Londra 2012: bronzo a squadre.
- Campionati mondiali di tiro con l'arco

New York 2003: oro a squadre e argento individuale;
Lipsia 2007: oro individuale e a squadre;
Ulsan 2009: oro a squadre e argento individuale;
Torino 2017: oro nella gara individuale e bronzo nella squadre maschile.
- Giochi asiatici

Pusan 2002: bronzo individuale;
Doha 2006: oro individuale e a squadre;
Canton 2010: oro a squadre.
- Campionati asiatici di tiro con l'arco

Nuova Delhi 2005: oro individuale e a squadre.
- Universiadi

Shenzen 2011: oro individuale.